# Stocksunds vattentorn

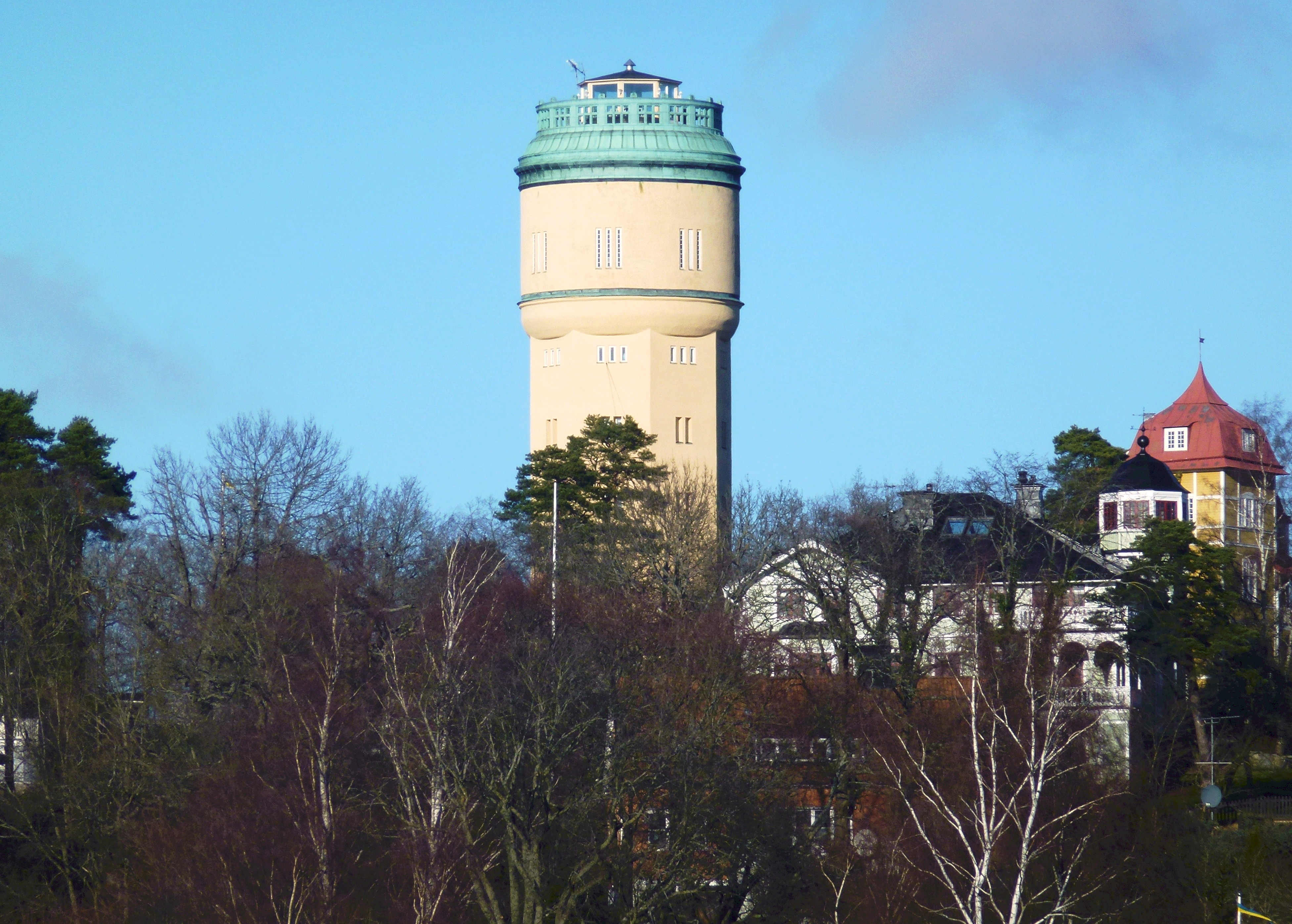
Stocksunds vattentorn i stadsbilden, 2014.

Stocksunds vattentorn står på en cirka 45 meter hög kulle i kvarteret Höjden mellan Bergstigen och Donnerstigen i kommundelen Stocksund, Danderyds kommun. Vattentornet ritades av arkitekt David Lundegård och invigdes 1910. Tillsammans med Cedergrenska tornet utgör Stocksunds vattentorn ett av Stocksunds typiska landmärken. Driften lades ner i början på 1960-talet och idag finns bland annat en bostad i tornet.

## Historik

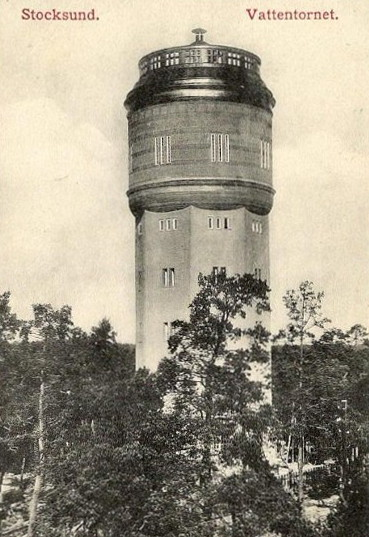
Stocksunds vattentorn 1914.

Villasamhället Stocksund växte fram i början av 1900-talet och infrastruktur såsom vägar, elektricitet samt vatten och avlopp började byggas ut. De flesta villorna hade egna borrade brunnar och det fanns även större gemensamma anläggningar. År 1908 beslöt municipalnämnden i Stocksund att låta bygga ett vattenledningsnät med pumphus och vattentorn. Vattnet skulle hämtas via en drygt två kilometer lång ledning från Ulriksdalsåsen på Ulriksdals slottsområde där en pumpstation med brunnar skulle byggas (se Ulriksdals pumphus). Totalt skulle 5,4 kilometer vattenledningar dras inom Stocksund.
År 1910, efter sexton månaders byggtid, stod vattentornet färdig och några dagar senare kunde de första abonnenterna få vatten i sina kranar. Arkitekt var David Lundegård och konstruktör var Carl Forssell (sedermera professor vid KTH).  Byggnadsentreprenör var Botolfsen & Co. Tornet och vattencisternen uppfördes i armerad betong, vilket var en nyhet för tiden. Höjden blev 30 meter, som tillsammans med kullens höjd, resulterade i  en totalhöjd på 75 meter ö.h. Cisternen rymde 275 m³ dricksvatten. I bottenvåningen anordnades en samlingslokal och högre upp fanns en bostad i två plan, där bland andra vattenledningsförmannen bodde.
Bakom den kopparklädda toppen fanns en utsiktsterrass som till en början var öppen för allmänheten mot en avgift av 10 öre. Tornet var ett mycket lyckat arkitektoniskt och konstruktivt arbete och ritningarna ställdes ut på den internationella hygienutställningen i Dresden 1911.

## Avveckling
År 1960 övergick Stocksund och hela Danderyds kommuns vattenförsörjning till vatten från Görvälns vattenverk vid Mälaren och Stocksunds vattentorn torrlades. Tornet har fastighetsbeteckningen Höjden 2 (Bergstigen 18) och innehåller numera bostäder och en avluftning för avloppsledningen till Käppalaverket på Lidingö. Höjden ingår i ett större område som av Danderyds kommun år 2003 har klassats som ”särskilt värdefullt ur kulturhistorisk synpunkt”. Där omnämns fastigheten Höjden 2 (vattentornet) som ”värdefull byggnad”. Även det lilla pumphuset från 1910 står fortfarande kvar vid västra sidan om Ulriksdalsvägen mellan Ulriksdals slott och Brunnsvikens trädgård.

## Nutida bilder

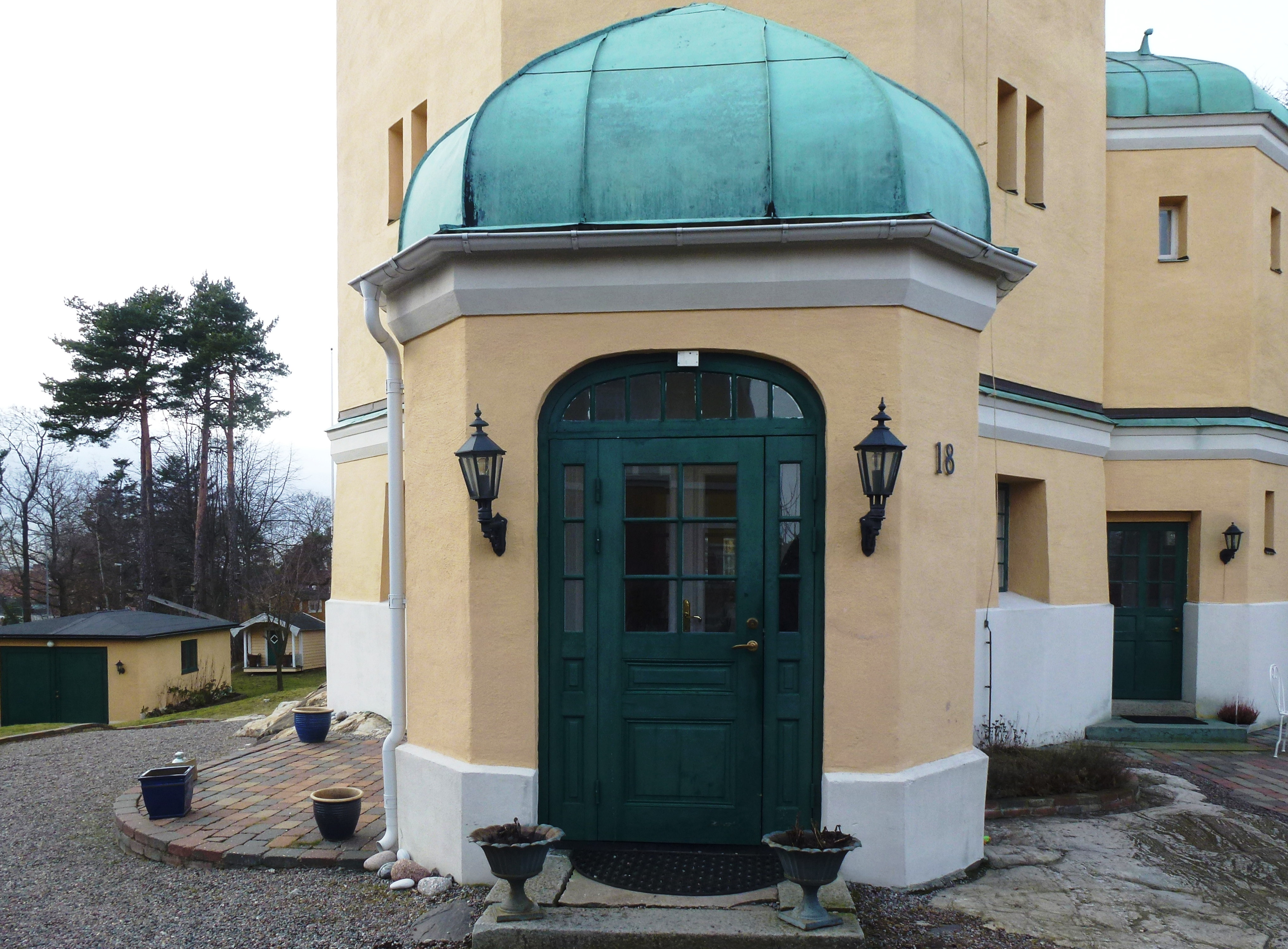
Entrén
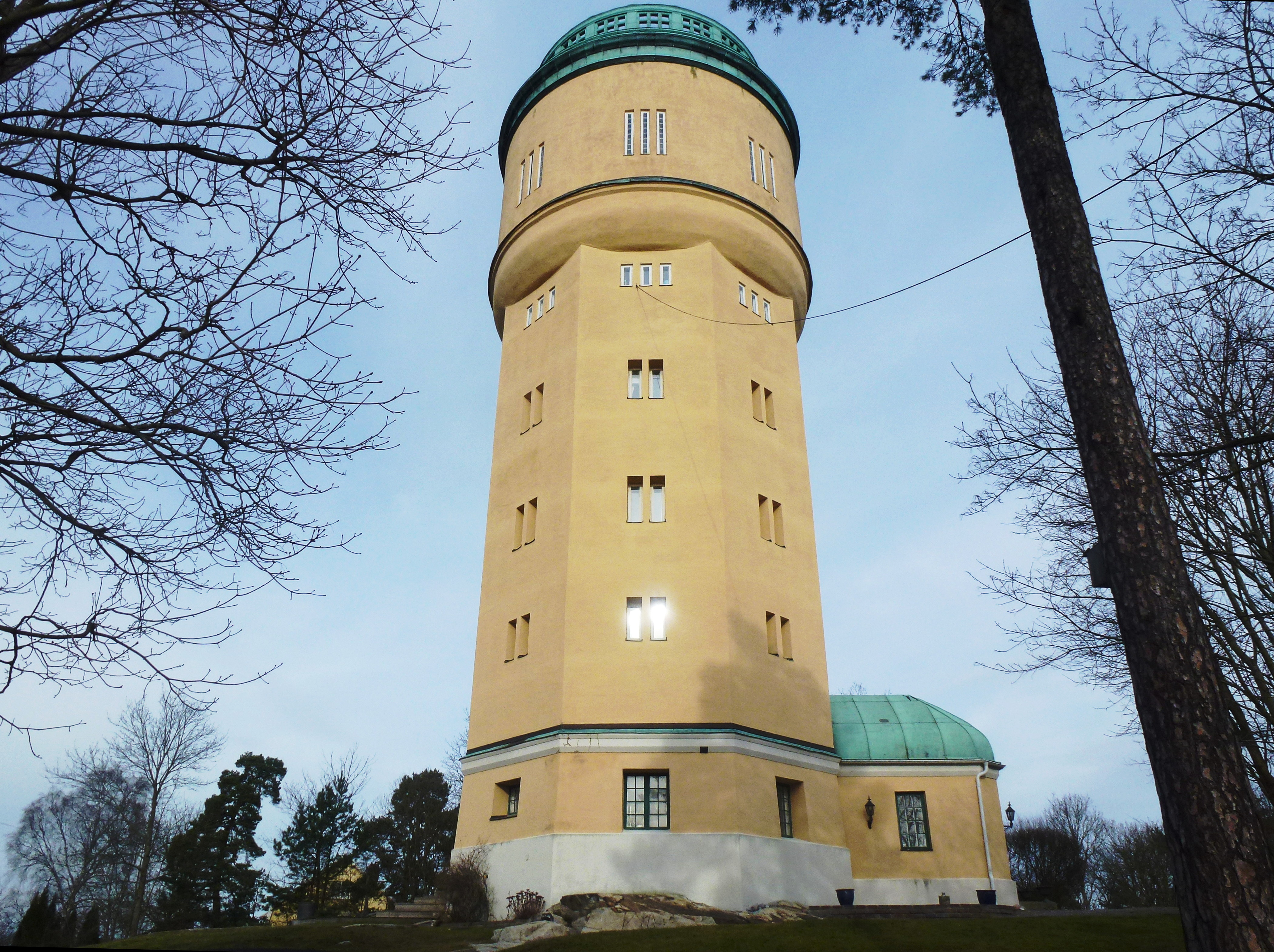
Tornet
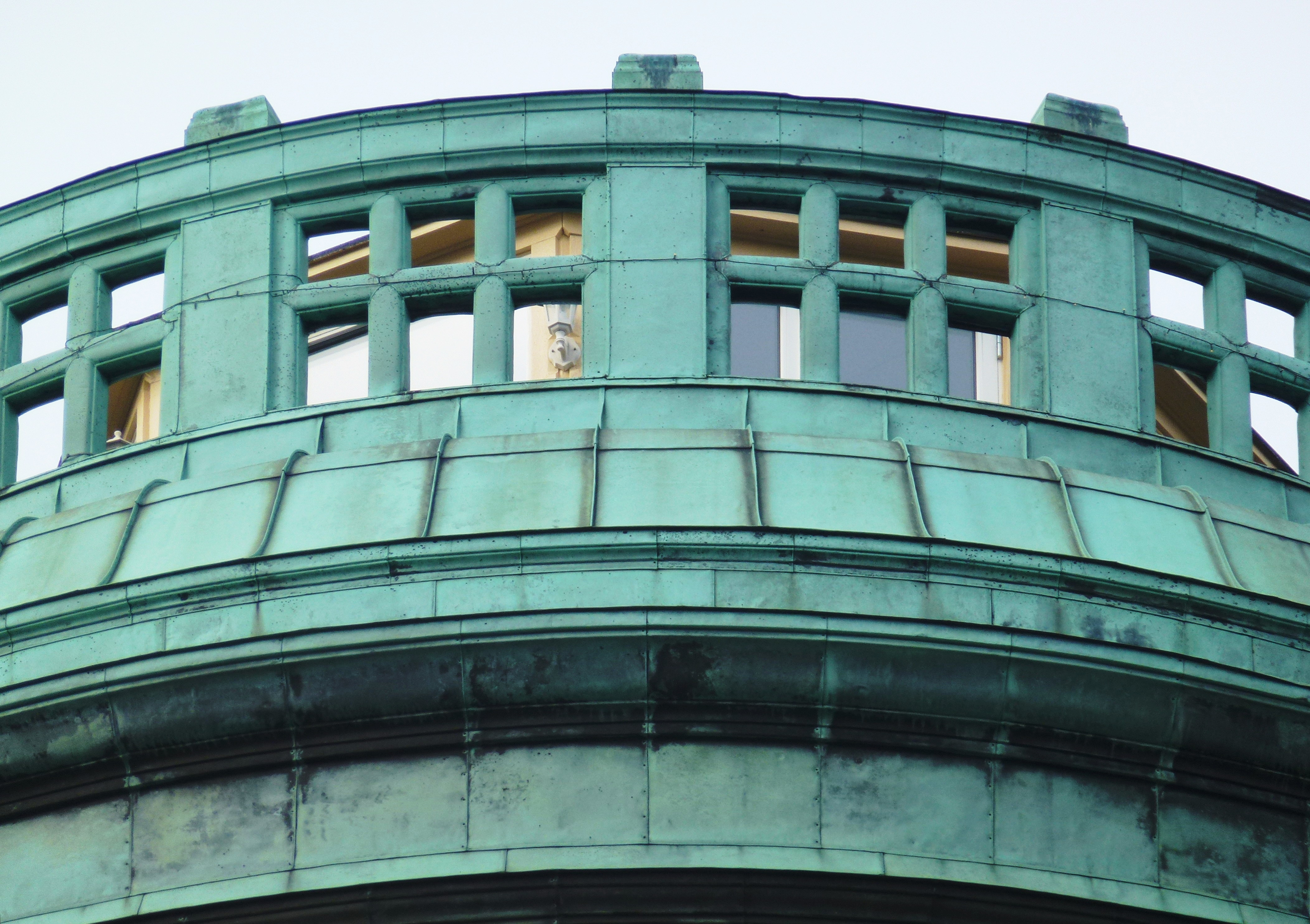
Utsiktsplattform
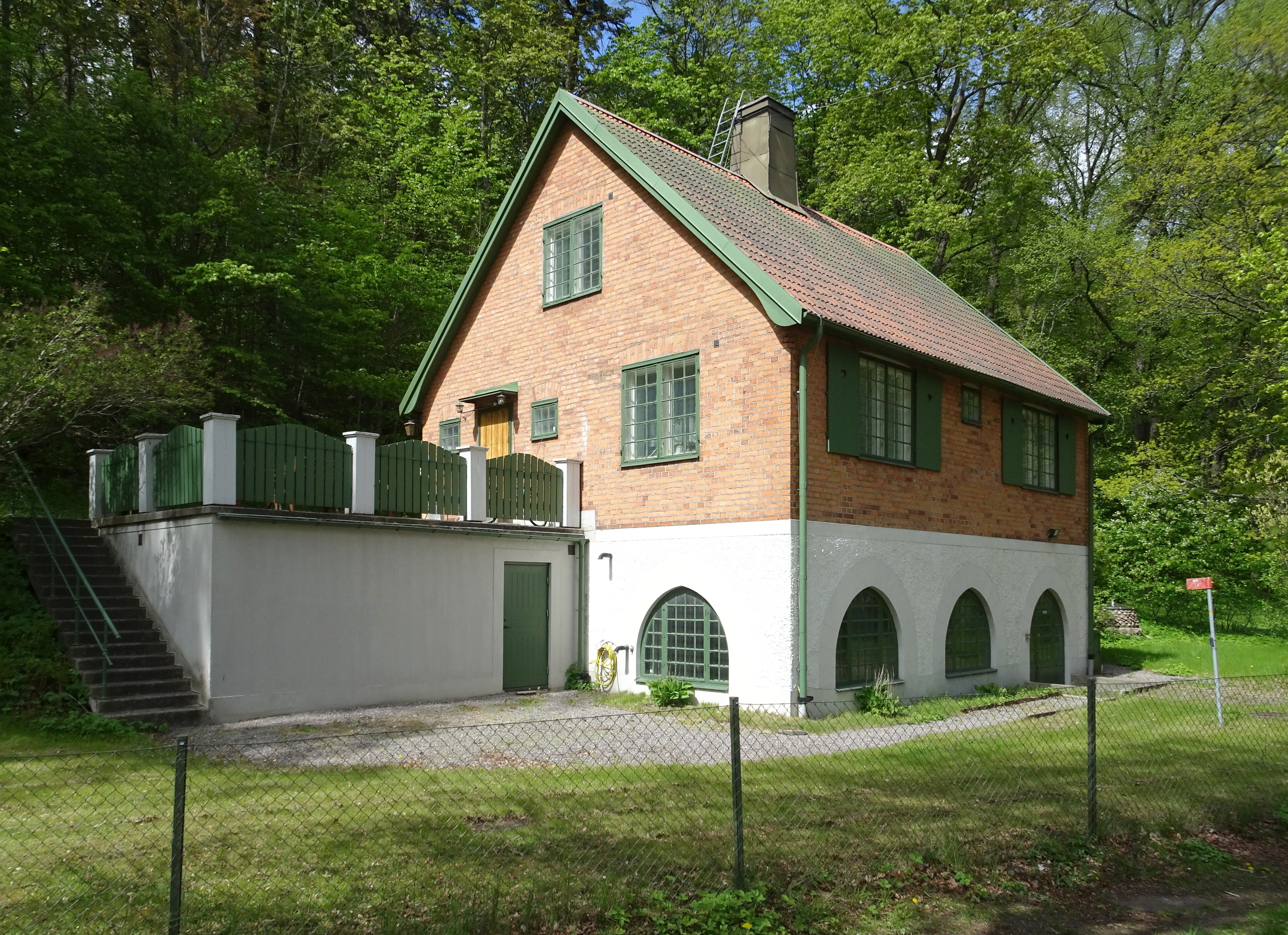
Ulriksdals pumphus vid Ulriksdalsvägen 5